# San Andrés de Giles
San Andrés de Giles – miasto w Argentynie, w prowincji Buenos Aires, stolica partido o tej samej nazwie.
Według danych szacunkowych na rok 2010 miejscowość liczyła 16 243 mieszkańców.